# توماس سوان
توماس سوان (بالإنجليزية: Thomas Swann)‏ هو مجدف أسترالي، ولد في 15 أكتوبر 1987 في إتشوكا في أستراليا.

## وصلات خارجية
- توماس سوان على موقع الاتحاد الدولي للتجديف (الإنجليزية)
- توماس سوان على موقع اللجنة الأولمبية الدولية (الإنجليزية)
- توماس سوان على موقع أوليمبيديا (الإنجليزية)